# NGC 1674
NGC 1674 (بالألمانية: NGC 1674) الذي يرمز له بالرمز NGC 1674، في كوكبة الثور (كوكبة).NGC 1674 هو تصنيف آخر في كوكبة الثور. يقع NGC 1674 بالقرب من خط الاستواء السماوي، وبالتالي، فهو مرئي جزئيًا على الأقل من كلا نصفي الكرة الأرضية في أوقات معينة من العام.
الصورة أدناه هي صورة فوتوغرافية لـ NGC 1674 من مسح السماء الرقمي 2 (DSS2 - انظر قسم الاعتمادات) تم التقاطها في القناة الحمراء. مساحة السماء الممثلة في الصورة هي 0.5000x0.5000 درجة (30.00x30.00 دقيقة قوسية).

## الاكتشاف
سُجلت رؤيته أول مرة في 1886 من قبل عالم الفلك الألماني-بريطاني. جيرهارد لوهسي.
NGC 1674 هو تصنيف آخر في كوكبة الثور. يقع NGC 1674 بالقرب من خط الاستواء السماوي، وبالتالي، فهو مرئي جزئيًا على الأقل من كلا نصفي الكرة الأرضية في أوقات معينة من العام.